# Titularbistum Cidyessus
Cidyessus (ital.: Cidiesso) ist ein Titularbistum der römisch-katholischen Kirche.
Es geht zurück auf einen ehemaligen Bischofssitz in der antiken Stadt Kidyessos, der römischen Provinz Asia bzw. Phrygia und in der Spätantike Phrygia Pacatiana in der westlichen Türkei. Er gehörte der Kirchenprovinz Laodicea ad Lycum an.
| Titularbischöfe von Cidyessus |                                 |                                                                            |                 |                   |
| Nr.                           | Name                            | Amt                                                                        | von             | bis               |
| 1                             | José Terrés OP                  | Apostolischer Koadjutorvikar, Apostolischer Vikar von Osttonking (Vietnam) | 6. Februar 1875 | 2. April 1906     |
| 2                             | Lajos Rajner                    | Weihbischof in Esztergom (Ungarn)                                          | 14. Juni 1906   | 27. März 1920     |
| 3                             | Natale Gabriele Moriondo OP     | Bischof von Cuneo (Italien)                                                | 28. Juni 1920   | 19. Mai 1922      |
| 4                             | Antonio Cech                    | Weihbischof in Litoměřice (Tschechoslowakei)                               | 3. Januar 1923  | 3. Januar 1929    |
| 5                             | Paulin-Joseph-Justin Albouy MEP | Apostolischer Vikar von Nanning (China)                                    | 27. März 1930   | 11. April 1946    |
| 6                             | Claude-Philippe Bayet MEP       | Apostolischer Vikar von Laos Apostolischer Vikar von Ubon (Thailand)       | 10. April 1947  | 18. Dezember 1965 |